# ホルフェルト
ホルフェルト (ドイツ語: Hollfeld, ドイツ語発音: [ˈhɔlfɛlt]) は、ドイツ連邦共和国バイエルン州オーバーフランケン行政管区バイロイト郡に属する市で、ホルフェルト行政共同体の本部所在地。
この州全域に知られた保養地は、バイロイトの西25km、バンベルクの東35kmのフレンキシェ・シュヴァイツの北縁に位置している。

## 地理

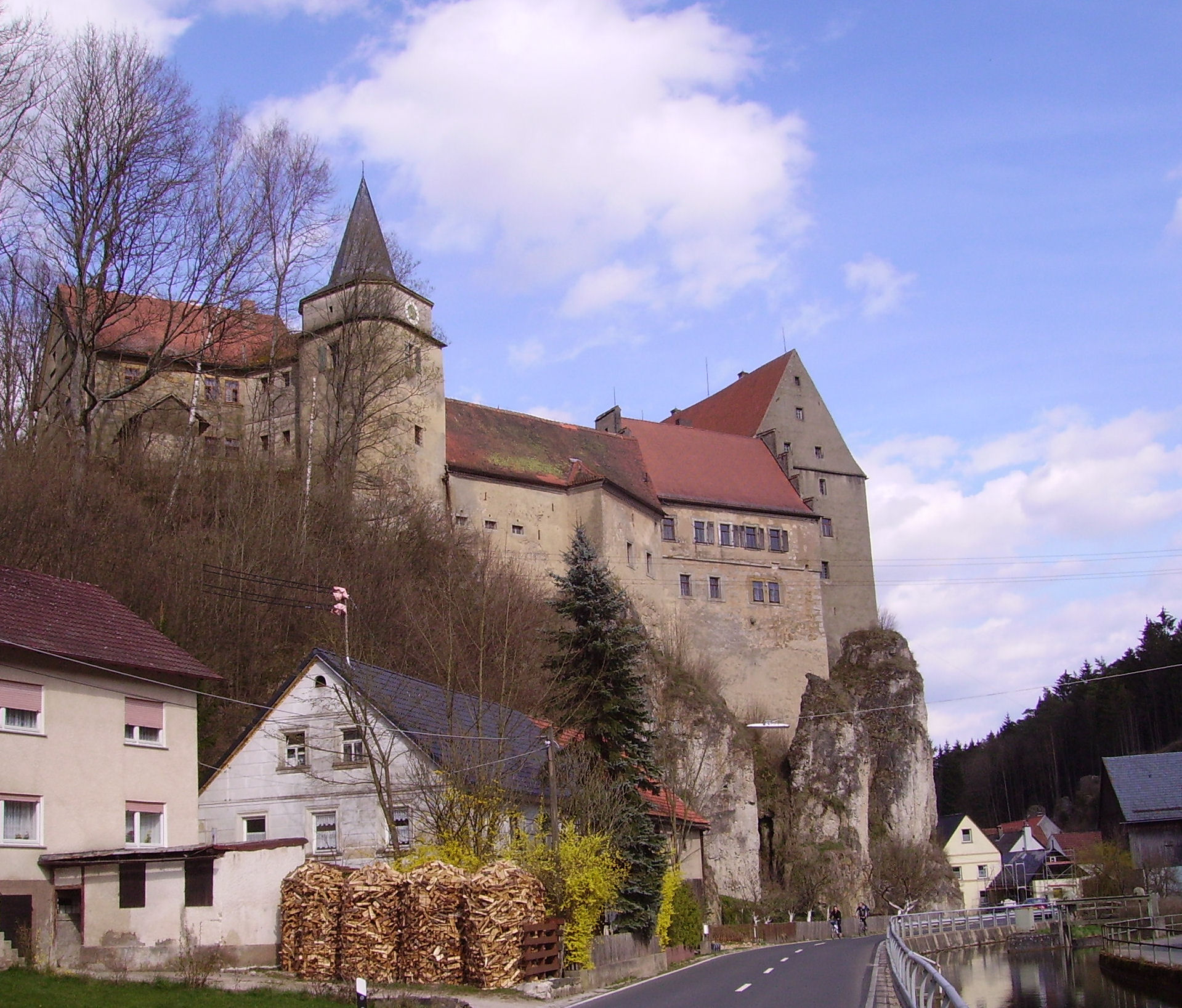
ヴィーゼントフェルス城

### 自治体の構成
この町は、公式には24の地区 (Ort) からなる。このうち小集落や孤立農場などを除く集落を以下に列記する。
|  | ドローゼンドルフ・アン・デア・アウフゼス                                 | Drosendorf  |
|  | フェルンロイト                                                           | Fernreuth   |
|  | フライエンフェルス（フライエンフェルス城がある）                         | Freienfels  |
|  | ゴッテルホーフ                                                           | Gottelhof   |
|  | ハインバッハ                                                             | Hainbach    |
|  | ヘーフェン                                                               | Höfen       |
|  | ホルフェルト                                                             | Hollfeld    |
|  | カイナッハ（1682年から1690年に建造された城がある）                       | Kainach     |
|  | クレーゲルシュタイン（「アルター・フリッツ」の岩山とカイザーバッハ渓谷） | Krögelstein |
|  | ロッホ                                                                   | Loch        |
|  | モゲンドルフ                                                             | Moggendorf  |
|  | ナイデンシュタイン                                                       | Neidenstein |
|  | ピルゲルンドルフ                                                         | Pilgerndorf |
|  | シェーンフェルト                                                         | Schönfeld   |
|  | シュテッヒェンドルフ                                                     | Stechendorf |
|  | ティーフェンレーザウ                                                     | Tiefenlesau |
|  | トレッペンドルフ                                                         | Treppendorf |
|  | ヴァイハー                                                               | Weiher      |
|  | ヴェルケンドルフ                                                         | Welkendorf  |
|  | ヴィーゼントフェルス                                                     | Wiesentfels |
|  | ヴォーンスドルフ                                                         | Wohnsdorf   |

## 歴史
ホルフェルトは、およそ1000年に及ぶ歴史を持つ。この町は、1017年にヴュルツブルク司教がホルフェルトを含む村の十分の一税の徴税権をバンベルク司教に譲渡する書類の中で、初めて言及されている。
城や入植地の中心となった地域には、前史時代からすでに人が住んでいた。中世初期には、シュヴァインフルト辺境伯がこの地を治めた。辺境伯の代官を務めたのがヴァルポート家であった。1057年に辺境伯家が断絶すると、レギノルト・ヴァルポートは、1059年、バンベルクに共同で設立した聖ガンゴルフ修道院に、ホルフェルトおよびその周辺地域の資産を寄贈した。バンベルク司教本部は、聖ガンゴルフの執務官にホルフェルト司祭管区の運営を行わせた。1803年の帝国代表者会議主要決議以降、この村はバイエルン公国に編入された。バイエルン王国の行政改革の時代、1818年の自治体令により、現在の自治体ができあがった。
ウンターシュタットの通りの名が付けられたのは、17世紀に遡る。オスマン帝国は戦時捕虜をホルフェルトに収容した。この時のムスリムが通りや集落に名前を付け、それが後に同化していったのである。

### 年表
1017年 文献上、初めて言及される。
1329年 oppidum hokuelt に「市」として記載される。
1348年 castrum に司教のLandesburgとして記載される。
1419年 重要な街道の分岐点として記載される。
1417-1432年 バンベルクの聖ガンゴルフ修道院の土地台帳 Liber freudalis ecclesiae St. Gangolphi にホルフェルトおよびその周辺地域が記載される。
1430年 フス戦争による略奪。
1553年および1554年: 辺境伯戦争による略奪。
1632年 三十年戦争でスウェーデンによる略奪。
1634年 ペストの流行。
1724年 市の大火。
1804年 ホルフェルト地方裁判所設立。
1812年 皇帝ナポレオン1世がロシア遠征に際しホルフェルトを通過、兵舎を設けた。この兵舎は、1823年まで存続した。
1904年 鉄道バイロイト - ホルフェルト線開通。
1945年 市の牧師クルト・ヴァイラターがアメリカ兵による破壊から町を救った。
1964年 区裁判所閉鎖
1971年 総合学校設立
1972年 エーベルマンシュタット郡廃止、バイロイト郡へ編入

## 紋章
金地に、長い赤いマントをまとい頭に金の冠をつけ右手に金のユリの王笏を握った皇帝が、緑の大地に立つ、赤い馬具をつけた銀の馬に乗っている。

## 文化と見所
- バンゲ出版
- ホルフェルト芸術館

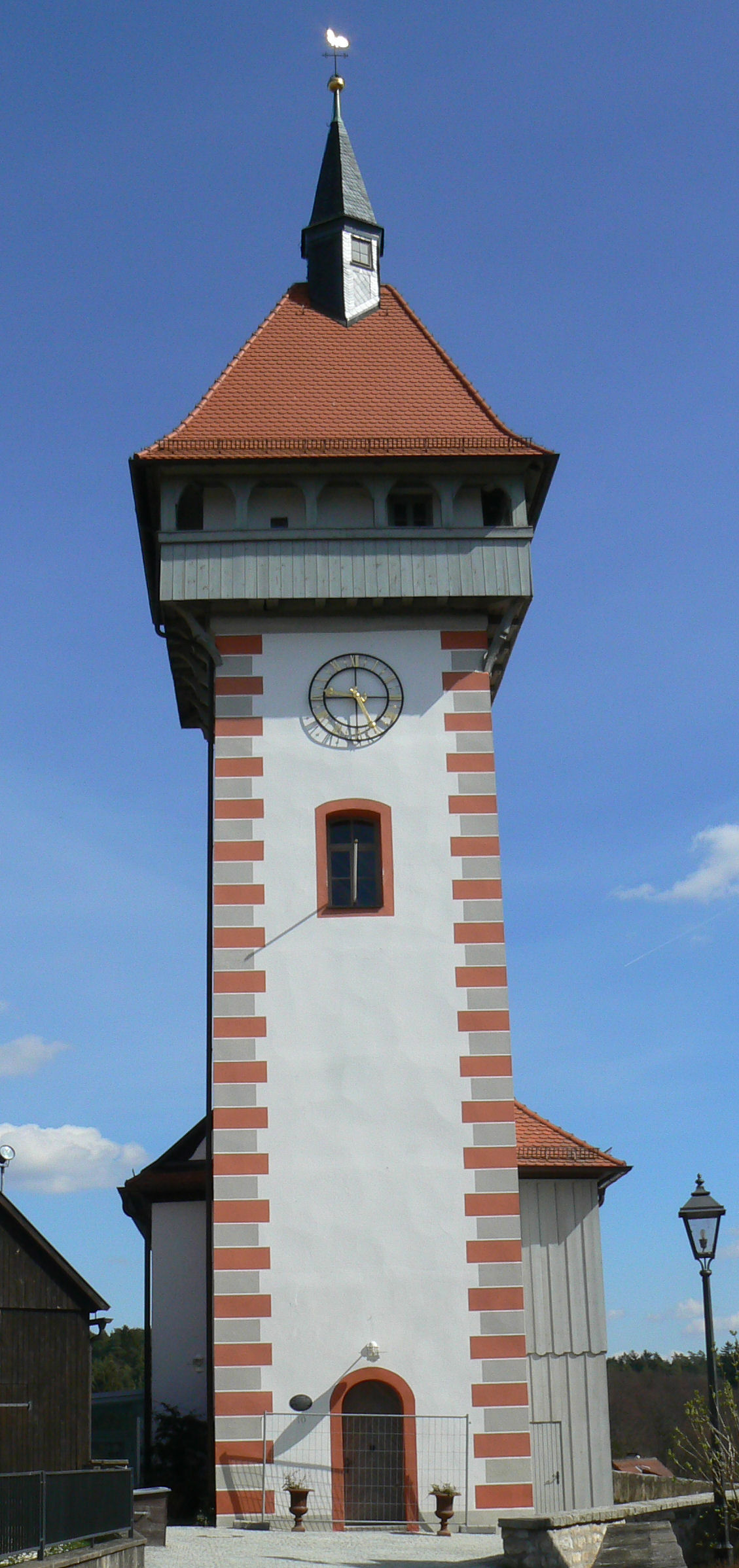
ガンゴルフの塔

- Kunst & Museum （芸術博物館）
- Ideehaus
- ホルフェルト映画館
- ホルフェルト青年吹奏楽団
- フレンキシェ・シュヴァイツ博物館: 古い手工芸品と市の歴史
- 聖ガンゴルフ芸術文化センター
- フレンキシェ・シュヴァイツ夏の劇場
- バイエルン州に3つある総合学校の1つがホルフェルトにある。

### 建築
中世初期から城郭施設が整ったこの町の旧市街はほぼ完全な形での保存されている。見所は、聖ガンゴルフ教会、修復された旧市庁舎、ヴィッタウアーハウス、マリア被昇天教区教会、1715年のフィッシュミューレ、聖サルヴァトール巡礼教会、博物館、芸術博物館。

#### 教会

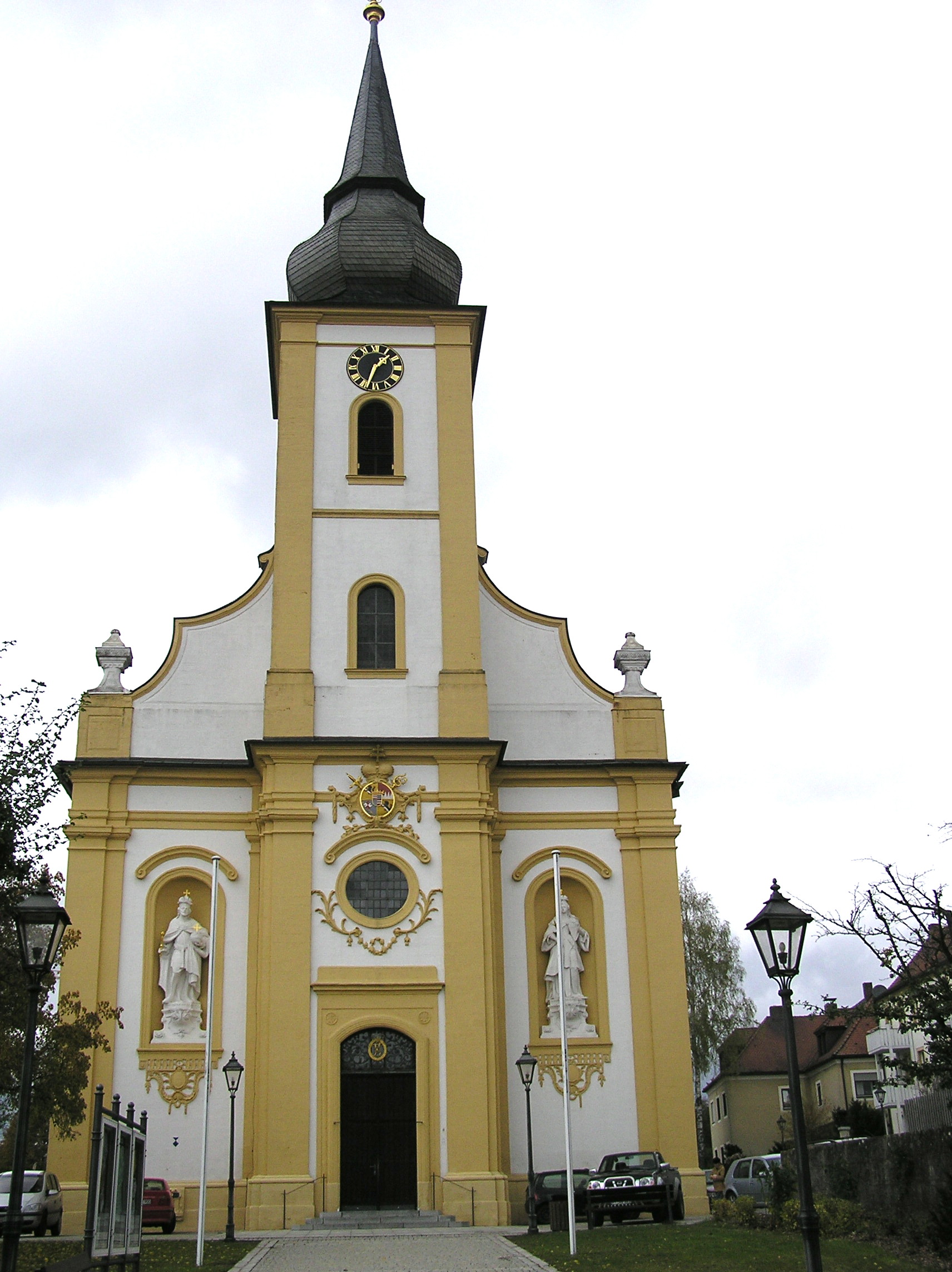
マリア被昇天教区教会

マリア被昇天教会
前期古典主義様式のマリア被昇天教会には、バンベルクの世俗化したドミニコ会教会からのバロック様式の内装が備えられている。
ガンゴルフ教会
ガンゴルフ教会は、ホルフェルト市で最も高い場所にある。この教会は、その所領がホルフェルトにあったバンベルクのガンゴルフ教会にその起源を持つ。
サルヴァトール教会
ホルフェルトのサルヴァトール教会の起源は中世初期にまで遡る。かつてこの村はケーニヒスフェルト教区とヴュルブルク司教区に属していた。独立したホルフェルト教区は1007年に創設された。今日の巡礼教会は1704年に建築家レオンハルト・ディエンツェンホーファーによって建設された。
ホルフェルトのサルヴァトール教会（サルヴァトールはラテン語で「救済」を意味する）への巡礼はバンベルク大司教区サルヴァトール巡礼であった。
伝説によれば、ある男がオークの木の下、現在教会が建っている場所で大声で天命を訴えた。彼の元に十字架と茨の冠をつけたキリストが現れこう言ったという。
「お前は自分の十字架について不平を言い、重いと思い煩っている。見よ！私はお前のためにもう長い間十字架を背負っている。耐えるのだ、すぐに私が迎えに行く」
シュピタール教会
1464年にレーゲンスブルクの聖堂参事会員ヴェルナー・フォン・アウフゼスが寄贈した礼拝堂を起源として、1709年に建造された。バロック様式の十字架群、ゴシック様式の聖母像、聖オットーとアンドレアスの像がある。

#### 歴史的旧市街

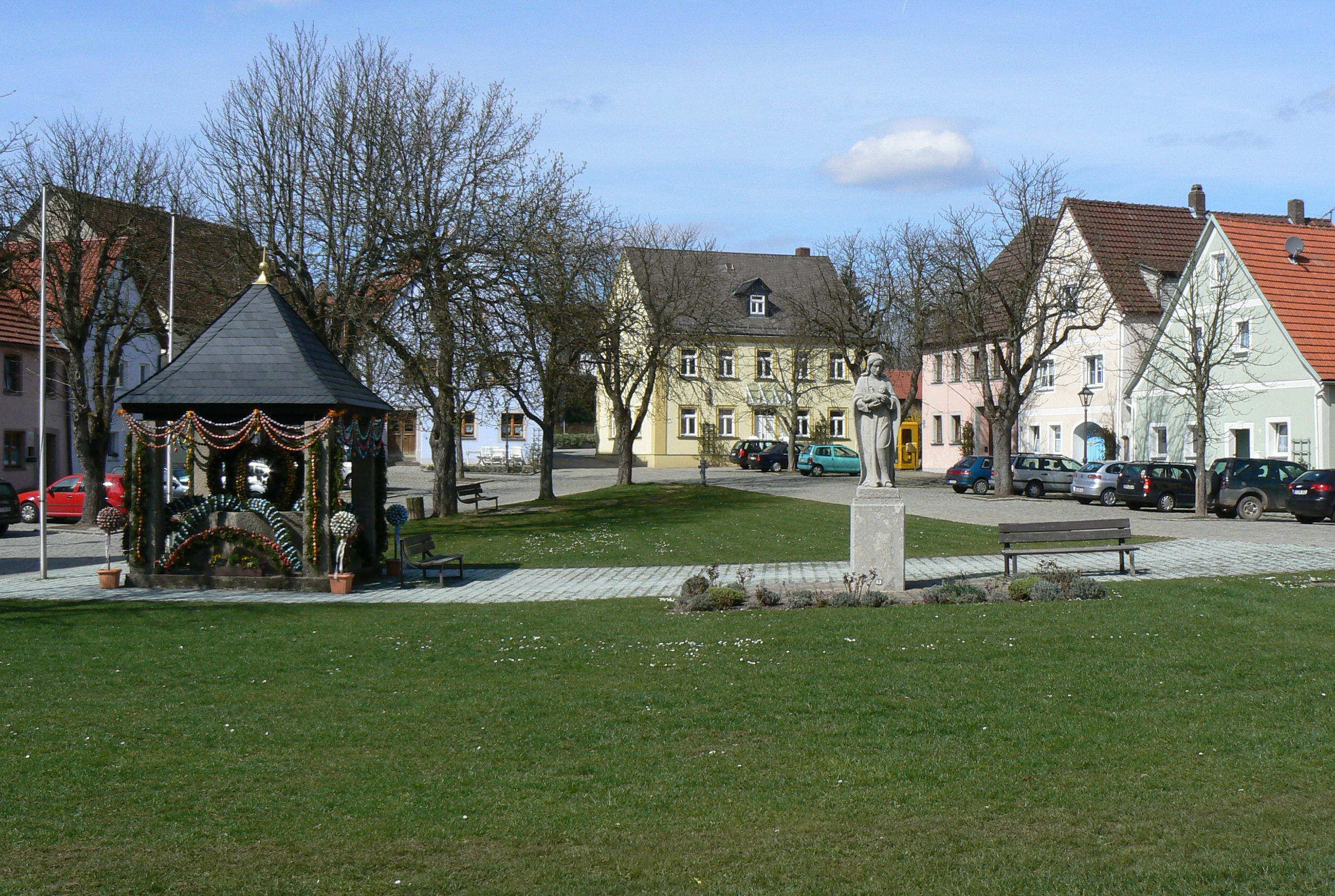
マリエン広場

歴史的旧市街の中心は、市の高台にあるマリエン広場である。上の門の前には、1734年に建造されたバロック様式のネーポムク礼拝堂がある。
マリエン広場は、市場が立つ広場であり、前世紀には家畜市や年の大市が開催されていた。現在は、産直市やヤシの市、ハーブ市場、クリスマス市が催される。
マリエン広場の真ん中には、1435年に造られた深さ38mのつるべ井戸がある。伝説によれば、この井戸は戦争捕虜達が掘ったのだと言われる。この井戸は17世紀にふさがれ、1856年に一度は再び開かれたが、その後すぐにまた壁でふさがれてしまった。現在の形になったのは1936年に再度建設されたときである。

### テラス式庭園
テラス式庭園には珍しい特別な植物が育っている。その中には多くのフレンキシェ・シュヴァイツ特有のラン科植物がある。

## 経済と社会資本

### 交通
1904年から1974年の間、ホルフェルトはローカル鉄道バイロイト - ホルフェルト線の終着駅であった。計画されたシェスリッツとホルフェルトとの間の接続は1906年に大がかりな準備の末に中止になった。双方の街の思惑からこのプロジェクトは失敗に終わったのだった。理由は高額な建設費用（2百万マルク）ではなく、どちらの街も利益の大きな終着駅という状態を好ましく思っていたことにあった。

## 引用
1. ↑  https://www.statistikdaten.bayern.de/genesis/online?operation=result&code=12411-003r&leerzeilen=false&language=de Genesis-Online-Datenbank des Bayerischen Landesamtes für Statistik Tabelle 12411-003r Fortschreibung des Bevölkerungsstandes: Gemeinden, Stichtag (Einwohnerzahlen auf Grundlage des Zensus 2011)
2. ↑  Max Mangold, ed (2005). Duden, Aussprachewörterbuch (6 ed.). Dudenverl. p. 408. ISBN 978-3-411-04066-7
3. ↑  Bayerische Landesbibliothek Online